# Beastie Boys
Die Beastie Boys waren eine der ersten und erfolgreichsten Hip-Hop-Bands und stammten aus New York City. Nach dem Tod des Gründungsmitglieds Adam Yauch im Mai 2012 löste sich das Trio nach über 30 Jahren auf.

## Geschichte

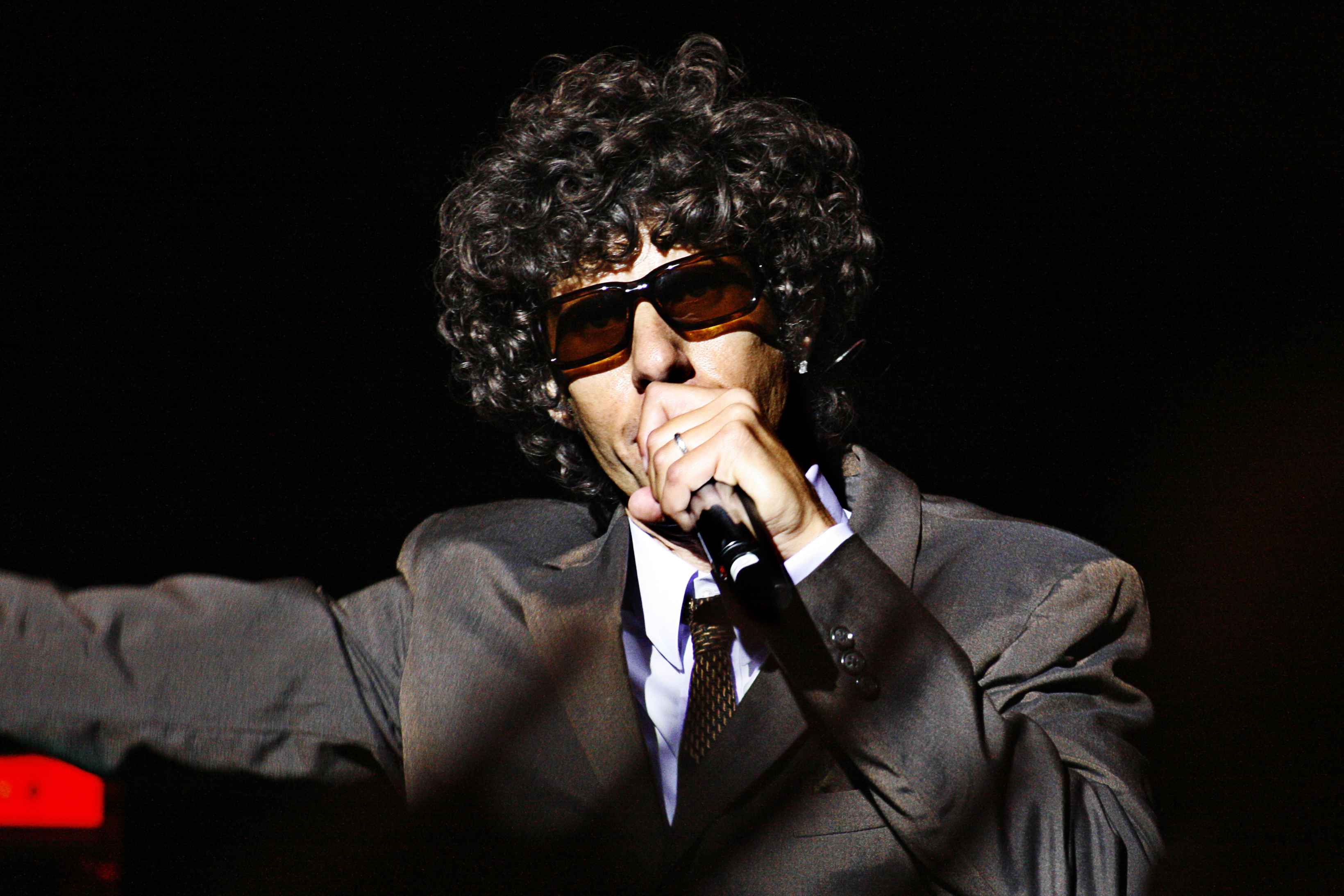
Gründungsmitglied Michael Diamond

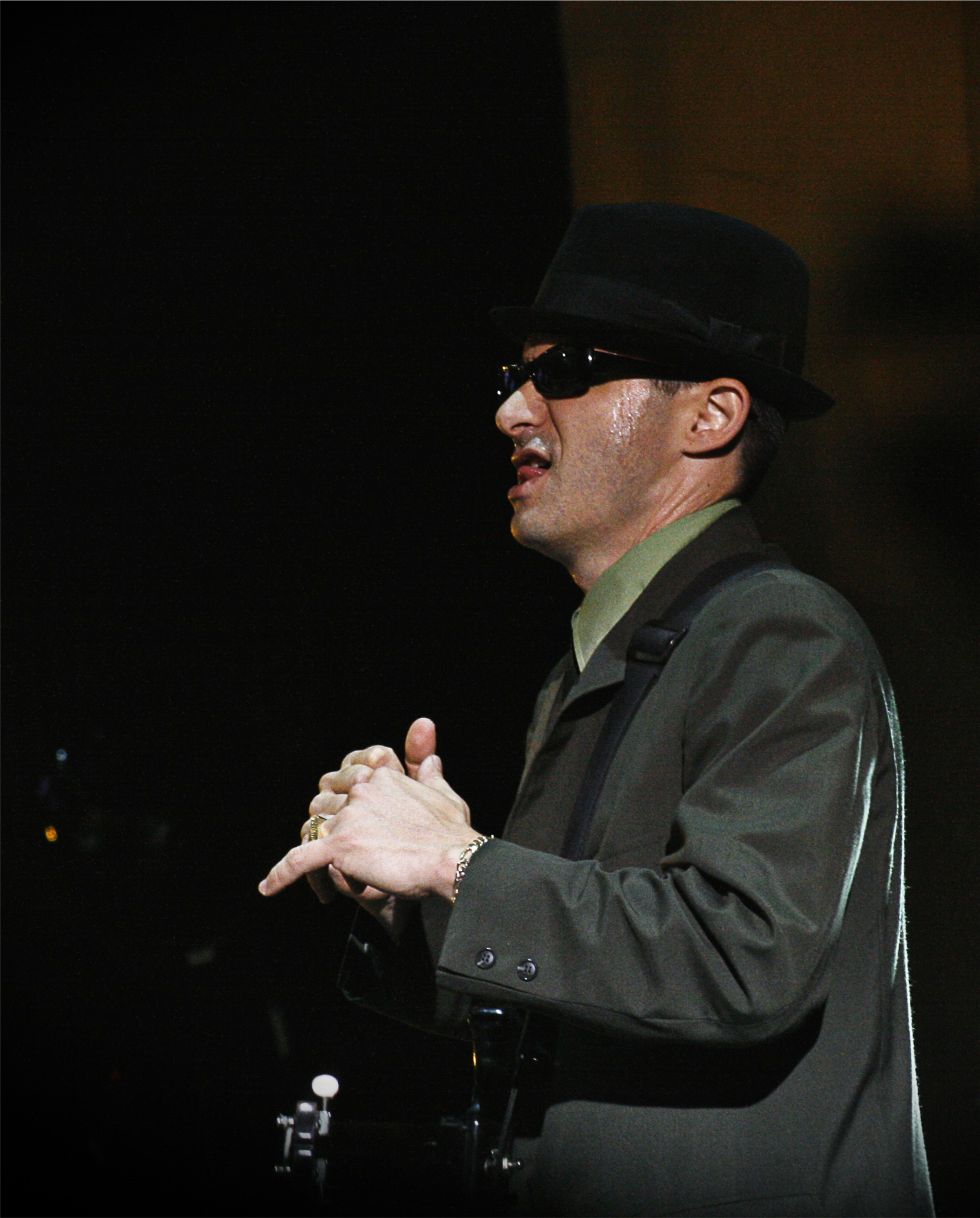
Adam „Ad-Rock“ Horovitz war seit 1982 in der Band

Die Beastie Boys gingen 1981 aus der Post-Punk-Band The Young Aborigines hervor, die 1979 gegründet wurde und zum Zeitpunkt der Auflösung aus Michael Diamond alias Mike D (Gesang und Schlagzeug), John Berry († 2016; Gitarre), Jeremy Shatan (Bass) und Kate Schellenbach (Schlagzeug und Perkussion) bestand. Im Sommer 1981 stieg Shatan aus, zeitnah stieß Adam Yauch hinzu und die Mitglieder formierten sich als Beastie Boys neu. Sie orientierten sich fortan am Hardcore Punk und musikalischen Vorbildern aus diesem Genre wie Black Flag und Bad Brains. 1982 veröffentlichten die Beastie Boys eine EP mit dem Titel Polly Wog Stew und gaben im Großraum New York einige Konzerte. Im selben Jahr verließ Gitarrist John Berry die Band und wurde durch Adam „Ad-Rock“ Horovitz ersetzt. 1983 hatte die Gruppe wieder die Gelegenheit, ein Album aufzunehmen, doch das Ergebnis war kein Hardcore-Album, sondern die obskure Single Cooky Puss. Sie bestand aus einem Scherz-Telefonanruf mit daruntergelegten Beats und zeigte damit den ersten Schritt in Richtung Hip-Hop an. Nach diesem Stilwechsel verließ Schellenbach die Band. Die dadurch entstandene Dreierbesetzung war die bis zum Tod von Adam Yauch bestehende Formation. Kate Schellenbach spielte danach bei Luscious Jackson. Die beiden ersten EPs wurden später unter dem Namen Some Old Bullshit wiederveröffentlicht.
Die Musiker zeigten danach immer mehr Interesse für Hip-Hop. Die Hinwendung zum Rap, einem Genre, für das sich damals nur recht wenige Weiße interessierten, wird oft mit den Wurzeln der Bandmitglieder im jüdischen Bürgertum von New York erklärt, das traditionell offen für unterschiedliche künstlerische Einflüsse war.
1985 traten die Beastie Boys bei einem Band-Contest im Film Krush Groove an. Im selben Jahr hatten sie als Vorgruppe bei Madonnas Virgin Tour erste Auftritte vor größerem Publikum. Mit der Veröffentlichung ihres von Rick Rubin produzierten Debütalbums Licensed to Ill (1986) und der darauffolgenden Tournee mit der Hip-Hop-Gruppe Run DMC gelang dem Trio der große Durchbruch. Das Album enthielt u. a. die Hitsingle Fight for Your Right (To Party); durch den Einsatz von gesampelten Gitarren gilt die Musik als ein wichtiger Crossover-Vorläufer. Anschließend emanzipierte sich die Band von Rubin und zog für eine Weile nach Los Angeles.
1989 veröffentlichten die Musiker Paul’s Boutique, ein Hip-Hop-Meilenstein, der vom Magazin Rolling Stone später zu den 500 besten Alben aller Zeiten gezählt wurde. Die Rockmusikeinflüsse traten dabei in den Hintergrund. Beim Publikum stieß die von der Kritik gelobte Platte hingegen zunächst auf geringes Interesse und verkaufte sich schlecht. Auf dem Album Check Your Head (1992) ging die Band daher wieder verstärkt zu ihren Punk-Rock-Wurzeln zurück. Das nächste Album, Ill Communication, brachte 1994 mit Sabotage überraschend wieder einen Welthit hervor, der eine eigenwillige Mischung aus Punk und Hip-Hop darstellte.
Musiker, die oft mit den Beastie Boys zusammenarbeiteten, sind Michael Schwartz alias Mix Master Mike (DJ) – er war bei Hello Nasty (1998) erstmals auf einem offiziellen Album zu hören –, Mark Ramos-Nishita alias Money Mark (Keyboards, Gesang, Carpentry), Wendell Fite alias DJ Hurricane (DJ), Eric Bobo (Perkussion), Amery Smith alias AWOL (Schlagzeug), Alfredo Ortiz (Perkussion) und die Produzenten Mario Caldato Junior alias Mario C, Rick Rubin, John King und Mike Simpson alias The Dust Brothers. Zwischenzeitlich betrieben die Beastie Boys ein eigenes Label, Grand Royal. 2002 verklagte der amerikanische Jazzflötist James Newton die Beastie Boys: Teile seiner Komposition Choir waren für den Hit Pass the Mic gesampelt worden. Die Klage Newtons vor dem US-Bundesgericht wurde abgewiesen, weil das Label ECM (das als Verlag für seine Aufnahme fungierte) die Rechte ohne Wissen des Flötisten für ein einmaliges Honorar von 1000 Dollar abgetreten hatte.
2004 veröffentlichten sie im Rahmen des Projekts Rip. Sample. Mash. Share. des Wired-Magazins ihr Lied Now Get Busy unter der Creative-Commons-Lizenz Noncommercial Sampling+. Im Jahr 2006 publizierten die Beastie Boys den Konzertfilm Awesome; I Fuckin’ Shot That!

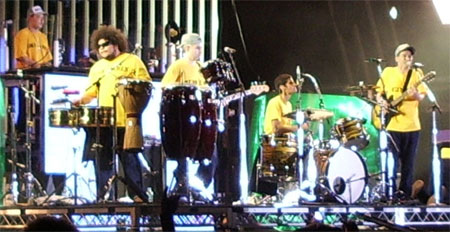
Beastie Boys Live 2007

Im Juli 2009 gab Adam Yauch bekannt, an Ohrspeicheldrüsenkrebs erkrankt zu sein. Die für den Herbst 2009 geplante Veröffentlichung des achten Studioalbums der Beastie Boys, Hot Sauce Committee Part 1, musste aufgrund seines Gesundheitszustandes verschoben werden. Entsprechend einer vorherigen Bekanntgabe der Band auf ihrer Website erschien das Album am 3. Mai 2011 unter dem Titel Hot Sauce Committee Part Two. Mit dem Album ist auch ein 30-minütiger Film mit dem Titel Fight for Your Right Revisited erschienen, in dem u. a. Jack Black, Will Ferrell, Elijah Wood, Seth Rogen und Stanley Tucci mitspielten.
Im April 2012 wurden die Beastie Boys in die Rock and Roll Hall of Fame aufgenommen. Als Tribut spielten die Band The Roots, Kid Rock und Travie McCoy, in Begleitung von Mix Master Mike, ein Medley aus den Songs No Sleep Till Brooklyn, So What’cha Want und Sabotage. Aufgrund seines bereits schlechten Gesundheitszustandes konnte Adam Yauch nicht mehr an der Zeremonie teilnehmen, ließ aber einen von ihm verfassten Brief mit Danksagungen auf der Bühne von Adam Horovitz verlesen. Knapp drei Wochen später, am 4. Mai 2012, starb er an den Folgen seiner Krebserkrankung. Kurz darauf verkündeten Horovitz und Diamond, dass sie nicht mehr unter dem Namen Beastie Boys auftreten und Musik aufnehmen werden. 2013 kündigten sie eine Bandbiografie an, die ursprünglich 2015 erscheinen sollte.
Am 19. Mai 2016 starb das Gründungsmitglied John Berry im Alter von 52 Jahren an Demenz. Im Mai 2018 stellten Horovitz und Diamond die baldige Veröffentlichung der lang angekündigten Bandbiografie mit dem Titel Beastie Boys Book in Aussicht. Das Buch umfasst Fotos, Illustrationen, Kochrezepte, Playlisten und eigene Texte der Beastie Boys und erschien am 30. Oktober 2018. Gastbeiträge stammen von Spike Jonze, Wes Anderson und anderen Zeitzeugen.

## Bandname
Der Ursprung des Bandnamens wurde im Jahr 2018 von den verbliebenen Hauptmitgliedern der Band, Mike-D und Ad-Rock, bei einem Besuch der Tonight-Show von Jimmy Fallon im US-Fernsehen aufgeklärt. Das „Beastie“ im Bandnamen steht dabei als Akronym für B(oys) E(ntering) A(narchistic) S(tates) T(owards) I(nner) E(xcellence).

## Soziales/politisches Engagement

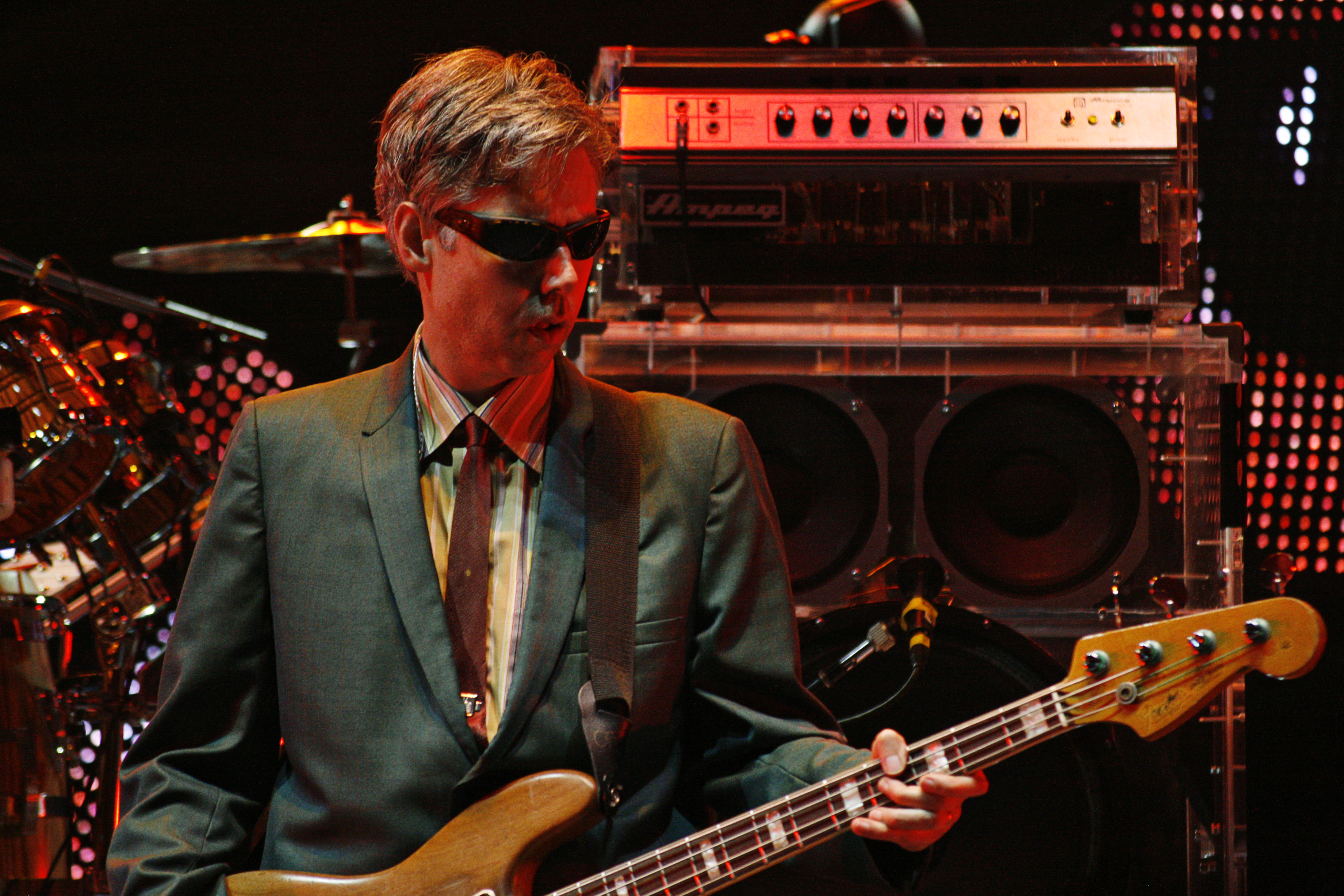
Gründungsmitglied Adam Yauch verstarb 2012

Die Beastie Boys – insbesondere Adam Yauch – engagierten sich über Jahre für die Rechte der Frauen und mit dem von Yauch gegründeten Milarepa Fund für das International Tibet Independence Movement. Adam Yauch interessierte sich seit 1992 für Buddhismus, seit 1996 war er praktizierender Buddhist.

## Diskografie
Studioalben

| Jahr | Titel                        | Höchstplatzierung, Gesamtwochen, AuszeichnungChartplatzierungen (Jahr, Titel, Platzierungen, Wochen, Auszeichnungen, Anmerkungen) | Höchstplatzierung, Gesamtwochen, AuszeichnungChartplatzierungen (Jahr, Titel, Platzierungen, Wochen, Auszeichnungen, Anmerkungen) | Höchstplatzierung, Gesamtwochen, AuszeichnungChartplatzierungen (Jahr, Titel, Platzierungen, Wochen, Auszeichnungen, Anmerkungen) | Höchstplatzierung, Gesamtwochen, AuszeichnungChartplatzierungen (Jahr, Titel, Platzierungen, Wochen, Auszeichnungen, Anmerkungen) | Höchstplatzierung, Gesamtwochen, AuszeichnungChartplatzierungen (Jahr, Titel, Platzierungen, Wochen, Auszeichnungen, Anmerkungen) | Anmerkungen                                                    |
| Jahr | Titel                        | DE | AT | CH | UK | US | Anmerkungen                                                    |
| ---- | ---------------------------- | --- | --- | --- | --- | --- | -------------------------------------------------------------- |
| 1986 | Licensed to Ill              | DE23 (25 Wo.)DE | — | — | UK7 Gold · (40 Wo.)UK | US1 Diamant · (152 Wo.)US | Erstveröffentlichung: 15. November 1986 Verkäufe: + 10.310.000 |
| 1989 | Paul’s Boutique              | — | — | — | UK44 Silber · (2 Wo.)UK | US14 ×2Doppelplatin · (18 Wo.)US                                                                                                  | Erstveröffentlichung: 25. Juli 1989 Verkäufe: + 2.160.000      |
| 1992 | Check Your Head              | — | — | — | UK— SilberUK | US10 ×3Dreifachplatin · (36 Wo.)US                                                                                                | Erstveröffentlichung: 21. April 1992 Verkäufe: + 3.260.000     |
| 1994 | Ill Communication            | DE11 (45 Wo.)DE | AT10 (16 Wo.)AT | CH12 (20 Wo.)CH | UK10 Gold · (20 Wo.)UK | US1 ×2Doppelplatin · (63 Wo.)US                                                                                                   | Erstveröffentlichung: 23. Mai 1994 Verkäufe: + 2.500.000       |
| 1998 | Hello Nasty                  | DE1 (15 Wo.)DE | AT2 (15 Wo.)AT | CH1 Gold · (14 Wo.)CH | UK1 Platin · (25 Wo.)UK | US1 ×3Dreifachplatin · (48 Wo.)US                                                                                                 | Erstveröffentlichung: 14. Juli 1998 Verkäufe: + 4.100.000      |
| 2004 | To the 5 Boroughs            | DE3 (11 Wo.)DE | AT14 (8 Wo.)AT | CH5 (14 Wo.)CH | UK2 Gold · (13 Wo.)UK | US1 Platin · (19 Wo.)US | Erstveröffentlichung: 15. Juni 2004 Verkäufe: + 1.342.500      |
| 2007 | The Mix-Up                   | DE46 (4 Wo.)DE | AT40 (4 Wo.)AT | CH25 (8 Wo.)CH | UK79 (1 Wo.)UK | US15 (9 Wo.)US | Erstveröffentlichung: 26. Juni 2007 Instrumentalalbum          |
| 2011 | Hot Sauce Committee Part Two | DE3 (11 Wo.)DE | AT20 (4 Wo.)AT | CH3 (12 Wo.)CH | UK9 (4 Wo.)UK | US2 (20 Wo.)US | Erstveröffentlichung: 3. Mai 2011                              |

## Trivia
- In der Zeichentrickserie Futurama haben die Beastie Boys einen Gastauftritt in der Episode Ein echtes Höllenspektakel (Staffel 1; OT: Hell Is Other Robots).
- Der Rolling Stone listete die Beastie Boys auf Rang 77 der 100 größten Musiker aller Zeiten.[17]
- In den Filmen Star Trek und Star Trek Beyond, den in der sogenannten Kelvin-Zeitlinie spielenden Star-Trek-Filmen, wurde der Song Sabotage der Band benutzt.
- In Star Trek Into Darkness wurde Body Movin’ verwendet.
- In Guardians of the Galaxy Vol. 3 wurde der Song No Sleep Till Brooklyn beim Kampf von den Guardians gegen den High Evolutionary  auf dem Zune-MP3-Player von Peter Quill/Star-Lord abgespielt.
- Die Straßenkreuzung Ludlow Street und Rivington Street, an der das Coverfoto von Paul’s Boutique entstanden ist, erhielt 2023 von der New Yorker Stadtverwaltung den Namen Beastie Boys Square (Lage).[18]
- Im Trailer zum Film The Marvels wurde ein Remix des Songs Intergalactic gespielt.